# Mary Archer
Mary Doreen Archer, baronne Archer de Weston-super-Mare (née Mary Doreen Weeden, le 22 décembre 1944 à Epsom, Surrey) est une physicienne britannique, spécialiste de l'utilisation de l'énergie solaire.

## Biographie

### Études
Elle fréquente le Cheltenham Ladies' College, avant d'étudier la chimie au St Anne's College, à Oxford. Elle obtient ensuite un doctorat en chimie physique à l'Imperial College London. Sa thèse, intitulée « Catalyse hétérogène des réactions de substitution inorganique », est soutenue en 1968 .

### Carrière
De 1968 à 1971, Mary Archer est chargée de recherche au St Hilda's College d'Oxford, puis chargée de cours temporaire en chimie au Somerville College d'Oxford pour l'année universitaire 1971/72. Après Oxford, elle travaille comme chercheuse scientifique sous la direction de George Porter à la Royal Institution de Londres. C'est au cours de cette période qu'elle s'intéresse à la photoélectrochimie, sujet sur lequel elle a ensuite écrit et donné de nombreuses conférences.
Au milieu des années 1970, elle est nommée au conseil d'administration de la Société internationale de l'énergie solaire (en). Entre 1976 et 1986, elle est membre du Newnham College et chargée de cours en chimie au Trinity College de l'Université de Cambridge. De 1984 à 1991, elle est directrice du Fitzwilliam Museum Trust à Cambridge.
En 1988, Mary Archer entre au conseil de la Lloyds Insurance Company et devient présidente du Lloyds Hardship Committee l'année suivante. Elle est « Name » de la Lloyds depuis 1977.
De 1988 à 2000 elle est « Chairwoman » (directrice générale) de la National Energy Foundation (en) (NEF), une institution promouvant l'énergie renouvelable. Elle en devient ensuite présidente, puis marraine. En 2002 elle est nommée « Chairwoman » du fonds Addenbrooke pour la NHS à Cambridge.
En 1994, Mary Archer est nommée Non-executive director (en) de Anglia Television (en) à un moment où cette société est la cible d'une offre publique d'achat.
À partir de rapports du London Stock Exchange, le Ministère du commerce et de l'industrie britannique (le Department of Trade and Industry (en)) nomme, le 8 février 1994, des enquêteurs chargés de découvrir de possibles délits d'initiés commis par certaines personnes, parmi lesquelles son mari. Il n'y a pas de poursuites.
Elle est présidente du Cambridge University Hospitals NHS Foundation Trust (en) (qui comprend les hôpitaux Addenbrooke et Rosie) pendant 10 ans, jusqu'en 2012, après avoir été directrice non exécutive (1993-1999) et vice-présidente (1999-2002) du Addenbrooke Hospital (en) NHS Trust. Entre 2005 et 2008, elle dirige une initiative pionnière financée par le NHS visant à créer des aides à la décision pour les patients atteints d'un cancer de la prostate localisé (ou HBP).
Elle est directrice fondatrice de Cambridge University Health Partners, de 2009 à 2012, et présidente adjointe de l'ACT (Addenbrooke's Charitable Trust) de 1997 à 2015. Elle dirige actuellement un groupe chargé de créer un assistant personnel en ligne et des informations/conseils pour les patients atteints d'un cancer de la vessie à l'hôpital Addenbrooke et dans l'ensemble du réseau Anglia Cancer Network.
Le 24 février 2020, Mary Archer est nommée chancelière de l'Université de Buckingham.
Mary Archer a été administratrice du Science Museum Group de 1990 à 2000, dont elle a été nommée présidente en 2015.

### Activités culturelles
Elle préside la Rupert Brooke Society. Elle habite à la pension Old Vicarage de Grantchester, près de Cambridge, l'ancienne maison immortalisée par Rupert Brooke dans un poème de ce nom.
Entre 1988 et 1995, elle est directrice non exécutive de Mid Anglia Radio plc (en). Elle chante au premier alto et publie en 1992 un CD de chants de Noël intitulé A Christmas Carol.
Mary Archer officie aussi en tant que présidente de la Guild of Church Musicians (Corporation des musiciens d'églises).

### Vie privée
Elle est la fille cadette de Harold N. Weeden, expert-comptable, et de Doreen Cox.
Mary Archer est la femme du romancier et politicien Jeffrey Archer depuis 1966.

## Distinctions
En 1992 elle est élevée au rang de pair non héréditaire (en), et se voit attribuer le titre de Lady Archer of Weston-super-Mare. Mary et Jeffrey Archer ont deux enfants, William et James.
En 2002, elle reçoit la Melchett Medal (en) et à cette occasion fait un discours intitulé « Débouchés vraisemblables pour les [énergies] renouvelables : les technologies innovantes ».
En 2007, elle reçoit le prix Eva Philbin (en) de l'Institut de chimie d'Irlande (en).
En 2012, Dame Mary est nommée Dame Commandeur de l'Empire britannique (DBE) pour ses services au National Health Service.